# Syzygotettix
Syzygotettix is een geslacht van rechtvleugeligen uit de familie doornsprinkhanen (Tetrigidae). De wetenschappelijke naam van dit geslacht is voor het eerst geldig gepubliceerd in 1938 door Günther.

## Soorten
Het geslacht Syzygotettix omvat de volgende soorten:
- Syzygotettix baeri Bolívar, 1887
- Syzygotettix boettcheri Günther, 1938
- Syzygotettix semperi Günther, 1938
- Syzygotettix uncinatus Stål, 1877
- Syzygotettix vicinus Günther, 1938